# Уилям Ландсбъро
Уилям Ландсбъро (на английски: William Landsborough) е шотландски изследовател, първият, който извършва пресичане на Австралия от север на юг.

## Ранни години (1825 – 1859)
Роден е на 21 февруари 1825 година в Стивънстън, графство Айршир, в югозападната част на Шотландия, в семейството на пастора Дейвид Ландсбъро, занимаващ се с ентомология и живопис, и съпругата му Маргарет Маклейш.
След завършване на обучението си в Ървайн, през 1842 емигрира в Австралия в щата Нов Южен Уелс при двамата си братя Джеймс и Джон. Започва да развива земеделие, но скоро го изоставя поради негодността на предоставената му земя. След като през 1851 са открити големи златни находища в Австралия Ландсбъро става златотърсач за две години и натрупва прилично състояние. Със събраните пари си купува земя през 1853 в щата Куинсланд и отново започва да развива земеделска дейност.

## Изследователска дейност (1859 – 1861)
През 1859 заедно с Натаниел Бюканан изследва басейна на река Фицрой в щата Куинсланд.
През август 1861 възглавява експедиция за търсене на Робърт О'Хара Бърк. Тръгва от южната част на залива Карпентария на юг по долината на река Грегъри. Открива обширно хълмисто плато, което назовава Баркли (120 хил. км2, в чест на губернатора на щата Виктория Хенри Баркли) и в което през 1877 неговият бивш колега Натаниел Бюканан открива огромни пасбища, които са основния район за развие на овцевъдството в Австралия. По-нататък експедицията открива възвишението Селуин (436 м), като проследява североизточните склонове на платото и възвишението до Големия Вододелен хребет. Открива и картира цялото течение на течащата на югозапад река Томпсън от басейна на река Купърс Крийк.
За проведените изследвания в Североизточна Австралия е награден със златен часовник от Кралското географско дружество.

## Следващи години (1861 – 1886)
През 1865 Ландсбъро е избран в законодателния съвет на щата Куинсланд за един мандат. В края на същата година е назначен за полицейски следовател, а от юни 1872 до смъртта си е полицейски инспектор в областта Мортън в същия щат.
Няколко години преди смъртта му парламента на Куинсланд му отпуска сумата от £ 2000 за заслугите му като изследовател на страната, с която сума Ландсбъро закупува имот, в който живее до смъртта си на 16 март 1886 година.